# Edmund Taite Silk
Edmund Taite Silk (* 16. August 1901 in West Haven (Connecticut); † 12. April 1981 in New Haven (Connecticut)) war ein US-amerikanischer Klassischer Philologe, der schwerpunktmäßig in der Latinistik tätig war.
Silk besuchte die New Haven High School, in deren Schwimmteam er herausragende Leistungen erbrachte. Nach dem Schulabschluss blieb er in seiner Heimatstadt und besuchte die dortige renommierte Yale University, an der er 1924 den Bachelor-Abschluss, 1927 den Master und 1930 die Promotion erlangte. Während des Studiums wurde er in die Ehrenorganisation Phi Beta Kappa aufgenommen. Seine Lehrtätigkeit begann er als Assistant Instructor für Deutsch, bevor er 1927 an die Abteilung für Classics wechselte. Die Jahre 1929 bis 1931 verbrachte er als Stipendiat an der American Academy in Rome. Anschließend verbrachte er den Rest seiner Karriere an der Yale University, wo er 1933 zum Assistant professor, 1940 zum Associate professor und 1948 zum Professor ernannt wurde und 1949 den Dunham-Lehrstuhl für lateinische Sprache und Literatur erhielt. 1944 bis 1959 war er darüber hinaus Kurator für antike und mittelalterliche Manuskripte an der Sterling Memorial Library. 1970 wurde er in den Ruhestand versetzt.
Silk erforschte die antike wie auch die mittelalterliche lateinische Sprache, Literatur und Paläographie. Bedeutende Studien legte er zu Boethius und seinem Nachwirken in der Philosophie des Mittelalters vor. Daneben publizierte er auch einige Beiträge zu den Werken antiker Autoren, allen voran Horaz.